# Język berta
Język berta – izolowany język w obrębie kontrowersyjnej rodziny nilo-saharyjskiej (dawniej zaliczany też do podgrupy szari-nilockiej), używany przez około 125 tys. ludzi w zachodniej Etiopii i około 22 tys. w sudańskim dorzeczu Nilu Błękitnego (stan z roku 1998).